# Хари Магвајер
Хари Магвајер (енгл. Harry Maguire; Шефилд, 5. март 1993) енглески је фудбалер, који тренутно игра за Манчестер јунајтед.

## Каријера
Започео је фудбалску каријеру у Шефилд јунајтеду 2011. године, дебитовао је на мечу против Кардифа. За три године у Шефилду је играо на 134 лигашке утакмице и постигао девет голова. Године 2014, прелази у Хал Сити за 2,5 милиона фунти. У 2015. био је на позајмици у Виган атлетику. Од 2017. постаје члан Лестер ситија, а те сезоне је провео сваки минут на терену и проглашен је за најбољег играча Лестера.
За сениорску репрезентацију Енглеске наступа од 2017. године. Такође је био члан енглеске репрезентације до 21 године.
На Светском првенству 2018. године, Магвајер је постигао гол у четвртфиналу против Шведске, Енглеска се пласирала у полуфинале победом од 2:0.

## Голови за репрезентацију
Голови Магвајера у дресу са државним грбом
| Бр. | Датум              | Место                        | Противник       | Гол | Резултат | Такмичење                                |
| --- | ------------------ | ---------------------------- | --------------- | --- | -------- | ---------------------------------------- |
| 1   | 7. јул 2018.       | Самара арена, Самара         | Шведска         | 1:0 | 2:0      | Светско првенство 2018.                  |
| 2   | 12. новембар 2020. | Вембли, Лондон               | Република Ирска | 1:0 | 3:0      | Пријатељска                              |
| 3   | 31. март 2021.     | Вембли, Лондон               | Пољска          | 2:1 | 2:1      | Квалификације за Светско првенство 2022. |
| 4   | 3. јул 2021.       | Стадион Олимпико, Рим        | Украјина        | 2:0 | 4:0      | Европско првенство 2020.                 |
| 5   | 2. септембар 2021. | Пушкаш арена, Будимпешта     | Мађарска        | 3:0 | 4:0      | Квалификације за Светско првенство 2022. |
| 6   | 12. новембар 2021. | Вембли, Лондон               | Албанија        | 1:0 | 5:0      | Квалификације за Светско првенство 2022. |
| 7   | 15. новембар 2021. | Олимпијски стадион, Серавале | Сан Марино      | 1:0 | 10:0     | Квалификације за Светско првенство 2022. |

## Статистика каријере

### Репрезентативна
Статистика до 23. марта 2024.
| Тим      | Год.   | Наступи | Голови |
| -------- | ------ | ------- | ------ |
| Енглеска | 2017   | 3       | 0      |
| Енглеска | 2018   | 13      | 1      |
| Енглеска | 2019   | 10      | 0      |
| Енглеска | 2020   | 4       | 1      |
| Енглеска | 2021   | 11      | 5      |
| Енглеска | 2022   | 12      | 0      |
| Енглеска | 2023   | 9       | 0      |
| Енглеска | 2024   | 1       | 0      |
| Укупно   | Укупно | 63      | 7      |

## Трофеји

### Хал Сити
- Плеј-оф Чемпионшипа (1) : 2016. (промоција у Премијер лигу)

### Манчестер јунајтед
- Лига куп Енглеске (1) : 2022/23.
- Фа Куп (1) : 2023/24